# Polystichum schizolobium
Polystichum schizolobium là một loài dương xỉ trong họ Dryopteridaceae. Loài này được F mô tả khoa học đầu tiên năm 1857.
Danh pháp khoa học của loài này chưa được làm sáng tỏ. 